# Sašo Hribar
Aleksander (Sašo) Hribar, slovenski radijski in televizijski voditelj, satirik in oponašalec, * 19. marec 1960, Celje, † 8. september 2023

## Življenje in delo
Sašo Hribar se je rodil v Celju. Otroštvo je preživel v Grosupljem, po končani osnovni šoli pa se je izobraževal na Gimnaziji Poljane v Ljubljani. Nato je v Ljubljani študiral metalurgijo, vendar študija ni zaključil.
Leta 1985 je po avdiciji in glasovnem usposabljanju postal radijski povezovalec na Radiu Slovenija. V nočnem programu je začel uporabljati izmišljenega sogovornika bioenergetika. Zaradi dobrega odziva poslušalcev je s sodelavci pripravil oddajo Radio Ga Ga, ki je bila prvič na sporedu v petek, 6. aprila 1990. Oddaja je postala stalnica in je še vedno na sporedu vsak petek na prvem programu Radia Slovenija. Ustvarjal je tudi druge radijske oddaje, mdr. Moja soseska na Valu 202.
Deloval je tudi kot televizijski voditelj. V zgodnjih 90. letih je na TV Slovenija vodil oddajo Titanik in pozneje oddaji Hri-bar in Na svoji žemlji. Kot član programskega sveta RTV Slovenija je zastopal zaposlene in bil močno vpet v notranjo politiko ustanove. Sodeloval je tudi v širših političnih debatah. Leta 2023 je tako sprožil burno polemiko s trditvijo, da vojne za Slovenijo dejansko ni bilo.
Umrl je 8. septembra 2023 zaradi miokardnega infarkta. Na isti dan je dopoldan vodil drugo oddajo nove sezone oddaje Radio Ga Ga. Sožalje ob Hribarjevi smrti so med drugim izrekli predsednica republike Nataša Pirc Musar, predsednik vlade Robert Golob in številni drugi.

## Nagrade
Hribar je leta 2006 prejel Ježkovo nagrado za satiro v radijski oddaji Radio Ga Ga in televizijski oddaji Hri-bar, 2023 (posthumno) pa še za življenjsko delo. Prejel je tudi devet medijskih nagrad viktor in gong popularnosti.